# Hydata subfenestraria
Hydata subfenestraria är en fjärilsart som beskrevs av Walker 1863. Hydata subfenestraria ingår i släktet Hydata och familjen mätare. Inga underarter finns listade i Catalogue of Life.